# اتابیک عزیزوف
اتابیک عزیزوف (به قرقیزی: Атабек Азисбеков؛ زادهٔ ۶ نوامبر ۱۹۹۵) یک کشتی‌گیر فرنگی‌کار اهل قرقیزستان است. وی سابقه حضور در المپیک ۲۰۲۰ توکیو را دارد.